# Hyphodontia erikssonii
Hyphodontia erikssonii är en svampart som först beskrevs av M. Galán & J.E. Wright, och fick sitt nu gällande namn av Hjortstam & Ryvarden 2005. Hyphodontia erikssonii ingår i släktet Hyphodontia och familjen Schizoporaceae.   Inga underarter finns listade i Catalogue of Life.